# جيتوليو (لاعب كرة قدم)
جيتوليو هو لاعب كرة قدم برازيلي في مركز الهجوم، ولد في 10 يونيو 1997 في Major Isidoro ‏ في البرازيل. لعب مع نادي أفاي لكرة القدم.

## وصلات خارجية
- جيتوليو (لاعب كرة قدم) على موقع رابطة كرة القدم اليابانية للمحترفين (اليابانية)
- جيتوليو (لاعب كرة قدم) على موقع قاعدة بيانات كرة القدم.إي يو (الإنجليزية)
- جيتوليو (لاعب كرة قدم) على موقع Soccerway.com (الإنجليزية)
- جيتوليو (لاعب كرة قدم) على موقع عالم كرة القدم.نت (الإنجليزية)